# 莆田学院邵武临床医学院
莆田学院邵武临床医学院是莆田学院的一个下设机构，位于福建省邵武市。
2015年，莆田学院附属邵武市立医院临床学院成立。2023年10月，莆田学院邵武临床医学院成立。它承担莆田学院临床医学（专升本）专业的教学任务。